# Senjutsu (álbum)
Senjutsu es el decimoséptimo álbum de estudio de la banda de heavy metal británica Iron Maiden, publicado el 3 de septiembre de 2021. Fue grabado a comienzos de 2019 en los estudios Guillaume Tell en París y, al igual que los últimos trabajos discográficos de la agrupación, contó con la producción de Kevin Shirley. Es el primer disco de estudio de la banda desde The Book of Souls (2015), lo que representa la brecha más larga entre dos álbumes de estudio de Iron Maiden. Igualmente es el primero desde Powerslave (1984) que no registra contribuciones del guitarrista Dave Murray en la composición, y el primero desde Virtual XI (1998) que presenta múltiples canciones escritas por el bajista Steve Harris en solitario.
En mayo de 2021 la agrupación inició la campaña de promoción a través de sus redes sociales y en eventos presenciales como el Download Pilot Festival, y el 15 de julio publicó el primer sencillo, «The Writing on the Wall». La imagen de portada, inspirada en la cultura samurái, fue diseñada por el artista Mark Wilkinson a partir de una idea de Harris. Después de añadir algunas canciones del disco en su Legacy of the Beast Worl Tour en 2022, la banda anunció en octubre del mismo año una nueva gira de conciertos titulada The Future Past Tour, cuyo inicio está previsto para junio de 2023.
Senjutsu encabezó las listas de éxitos en países como Alemania, España, Italia, Grecia, Escocia, Finlandia, Suiza, Portugal, Hungría, Reino Unido y Suecia. En otros territorios como Irlanda, Países Bajos, República Checa, Francia y Australia figuró entre los tres primeros lugares. Con su tercer puesto en la lista estadounidense Billboard 200, se convirtió en el álbum de Iron Maiden con mejor desempeño en dicha clasificación. En general tuvo una recepción positiva por parte de la crítica especializada y cosechó elogios de medios como The Guardian, Metal Hammer, Kerrang! y Rolling Stone, que lo vieron como un renacimiento creativo y uno de los mejores trabajos discográficos de la última etapa del grupo. La revista Classic Rock lo escogió como el álbum del año, y otras publicaciones lo incluyeron en sus listas de los mejores discos de 2021. 

## Antecedentes y grabación
Después de publicar en 2015 el álbum de estudio The Book of Souls y de su correspondiente gira de promoción entre febrero de 2016 y mayo de 2017, Iron Maiden inició una nueva gira mundial denominada Legacy of the Beast World Tour en mayo de 2018, en la que visitaron algunas ciudades europeas durante los meses restantes del año.
A comienzos de 2019 la agrupación se trasladó al Studio Guillaume Tell en París para grabar nuevo material. Steve Harris, bajista y principal compositor, afirmó al respecto: «Escogimos grabar en el Estudio Guillaume Tell en Francia de nuevo, pues el lugar tiene un ambiente muy relajado [...] El edificio solía ser una sala de cine y tiene un techo muy alto, por lo que la acústica es excelente». Acerca de la forma en la que grabaron las canciones, el músico añadió: «Grabamos este álbum de la misma manera que hicimos con The Book Of Souls, es decir, escribimos una canción, la ensayamos y luego la grabamos directamente mientras estaba fresca en nuestras mentes».
Kevin Shirley, quien empezó a trabajar con Iron Maiden en el año 2000 con el disco Brave New World, se encargó nuevamente de la producción. Harris, que se desempeñó además como coproductor, se refirió a la labor de Shirley: «Hay algunas canciones muy complejas en este álbum que requirieron mucho trabajo para conseguir que sonaran exactamente como queríamos, así que el proceso fue a veces desafiante, pero Kevin es genial para capturar la esencia de la banda y creo que valió la pena el esfuerzo».

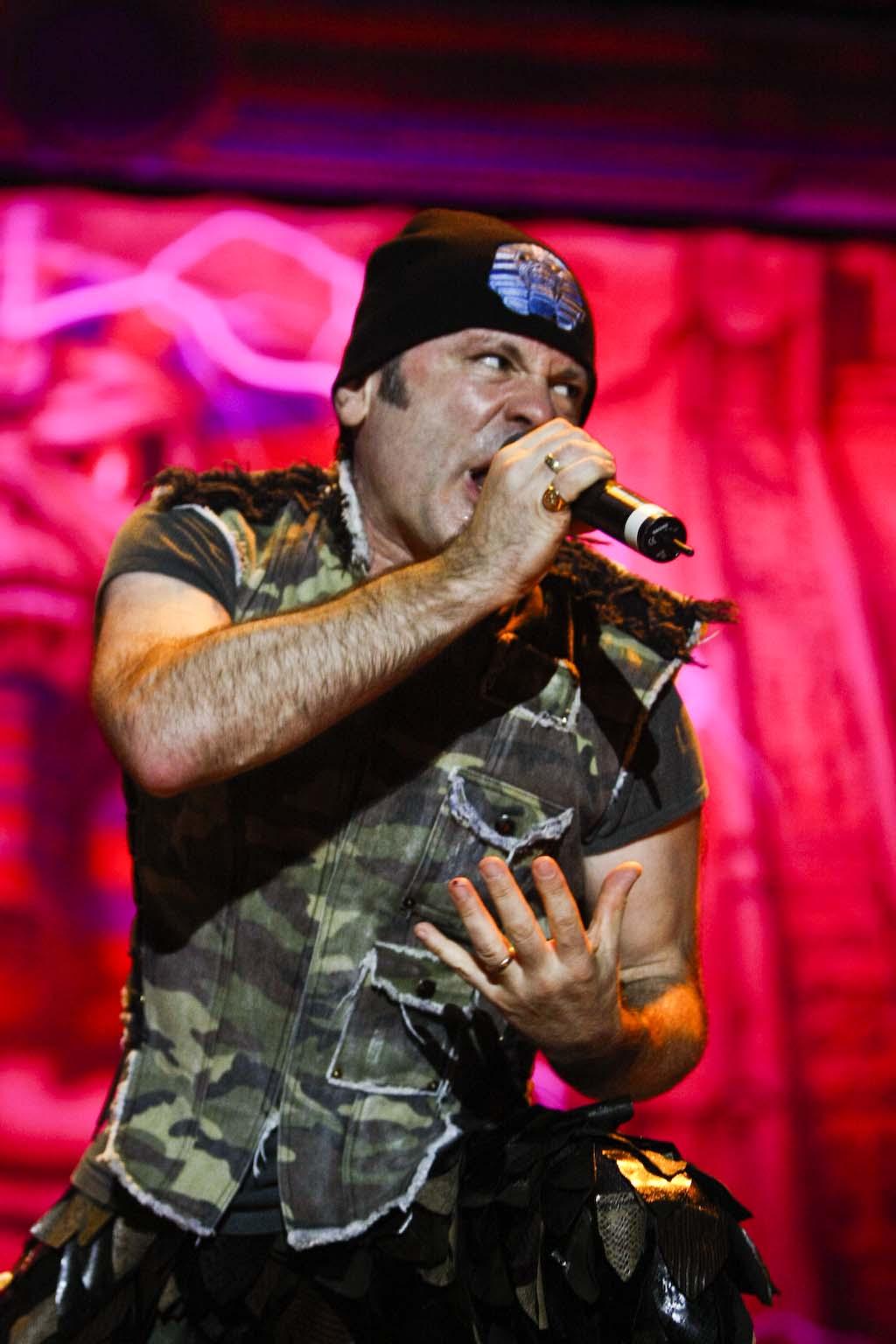
El cantante Bruce Dickinson sufrió una rotura en uno de sus tendones de Aquiles y tuvo que grabar parte del disco con la ayuda de una muleta.

El cantante Bruce Dickinson declaró que inicialmente el grupo no planeaba el lanzamiento de un álbum doble, y que decidieron adaptarlo a ese formato una vez grabaron los temas. Manifestó además que no tenían una idea clara del concepto del disco antes de iniciar las sesiones: «No teníamos ninguna idea fija ni preconcebida [...] Teníamos algunas ideas, entramos en el estudio y las probamos, y cuando funcionaron, grabamos directamente. Así que, mientras ensayábamos, todo se grababa; la cinta estaba rodando todo el tiempo». Aseguró que Harris «se encerraba durante dos o tres días» para trabajar en sus composiciones y, cuando creía tenerlas listas, convocaba al resto de la banda para iniciar la correspondiente grabación. Acerca del hecho de haber coescrito tres canciones junto con el guitarrista Adrian Smith, añadió: «El material que escribí con Adrian era un poco más convencional: nos quedábamos tocando la guitarra y cantando hasta que pensábamos que teníamos algo. Luego lo ensayábamos y lo grabábamos directamente».
Dickinson concluyó sobre el proceso de grabación: «Estamos muy emocionados con este álbum. Lo grabamos a principios de 2019 durante una pausa de la gira de Legacy [of the Beast] para poder maximizar nuestras presentaciones y a la vez tener un largo periodo antes del lanzamiento para preparar un gran arte de portada y algo especial como un video». También aseguró que la pandemia de COVID-19 generó retrasos en la promoción y el lanzamiento del disco y comentó: «Las canciones son muy variadas, y algunas de ellas son bastante largas. También hay una o dos canciones que suenan bastante diferentes a nuestro estilo habitual, y creo que los aficionados de Maiden se sorprenderán».
Durante las sesiones, el cantante sufrió la rotura de uno de sus tendones de Aquiles: «Hice el último par de pistas de la grabación con muletas [...] Treinta y seis horas más tarde estaba en el quirófano para que me cosieran la pierna. Y veinticuatro horas después de la operación, estaba en el estudio, cantando, con la pierna del tamaño de un puto globo». Debió permanecer con muletas durante un mes y recurrir a terapia de rehabilitación para poder afrontar desde el mes de julio el segundo tramo de la gira Legacy of the Beast, que llevó al grupo a recorrer algunos países del continente americano.

## Temática y composición
El título y el arte de portada son una clara referencia a los samuráis, guerreros del antiguo Japón que gobernaron el país durante cientos de años. En una entrevista para la revista Kerrang!, Dickinson declaró que Harris compuso una canción titulada «Senjutsu» y la presentó al resto del grupo, asegurando que su traducción del japonés era «el arte de la guerra». El cantante describió su experiencia inicial con la letra:

Revisé la letra y pensé que sonaba como si alguien hubiera estado viendo Game of Thrones. Hay gente del norte que baja de las praderas, hay un muro y tienen que protegerlo a toda costa [...] Le pregunté [a Steve Harris] "¿Estás hablando de la Gran Muralla China? Si ese es el caso, estamos mezclando mucho nuestras metáforas". Y Steve respondió: «No, no es la Gran Muralla China. Es simplemente un muro».

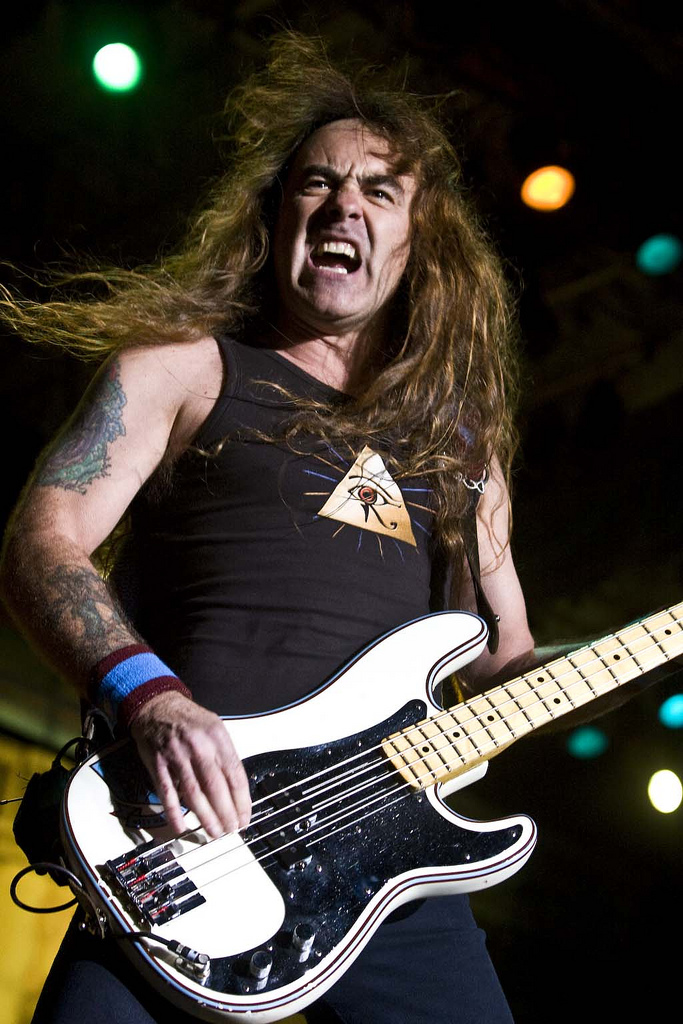
Steve Harris compuso cuatro canciones en solitario, cada una con una duración superior a los nueve minutos.

En la misma entrevista, Dickinson aseguró que Senjutsu no es un álbum conceptual, ya que alberga temáticas diversas. Según Nick Ruskell de Kerrang!, la magnitud de la obra se plasma en «Hell On Earth» —tema que cierra el disco—, cuya letra aborda «la forma más antigua de la humanidad para resolver sus problemas, no en términos de valor y gloria, sino en la fría y oscura realidad para los que se ven atrapados en ella». Para el cantante, la canción expresa «casi una nostalgia por algo distinto a la situación en la que nos encontramos ahora mismo [...] Se escribió antes de la llegada del COVID, la cuarentena y todo lo demás, pero [también trata de] ver cómo va el mundo, cómo se despersonalizan y trivializan las cosas».
Harris compuso en solitario cuatro canciones, cada una con una duración superior a los nueve minutos. La primera de ellas, «Lost in a Lost World», se enfoca en el exterminio de las tribus indígenas desde la perspectiva de sus descendientes. Según Joe DiVita del portal Loudwire, esta temática se refleja claramente cuando el compositor se refiere a «algo histórico y bello que rápidamente llega a su fin de una manera brusca». Para el columnista, el tema «The Parchment» hace referencia a Herodes I el Grande y la matanza de los Inocentes, en la que el gobernante ordenó asesinar a todos los niños menores de dos años nacidos en Belén con el objetivo de eliminar a un Jesucristo infante. Para Derek Scancarelli de la revista Forbes, «Death of the Celts» presenta elementos similares a «The Clansman», tema compuesto por Harris en 1998 sobre la figura de William Wallace y su lucha por la libertad del pueblo escocés. Tras ser consultado por el periodista sobre la conexión entre ambas, Dickinson afirmó: «[A Harris] le gusta mucho escribir canciones sobre pueblos que tienen una especie de identidad tribal amenazada. Lo ha hecho antes con algunas de sus canciones sobre los nativos americanos y cosas así. Supongo que siente una especie de parentesco con los grupos cuyas identidades están en peligro».

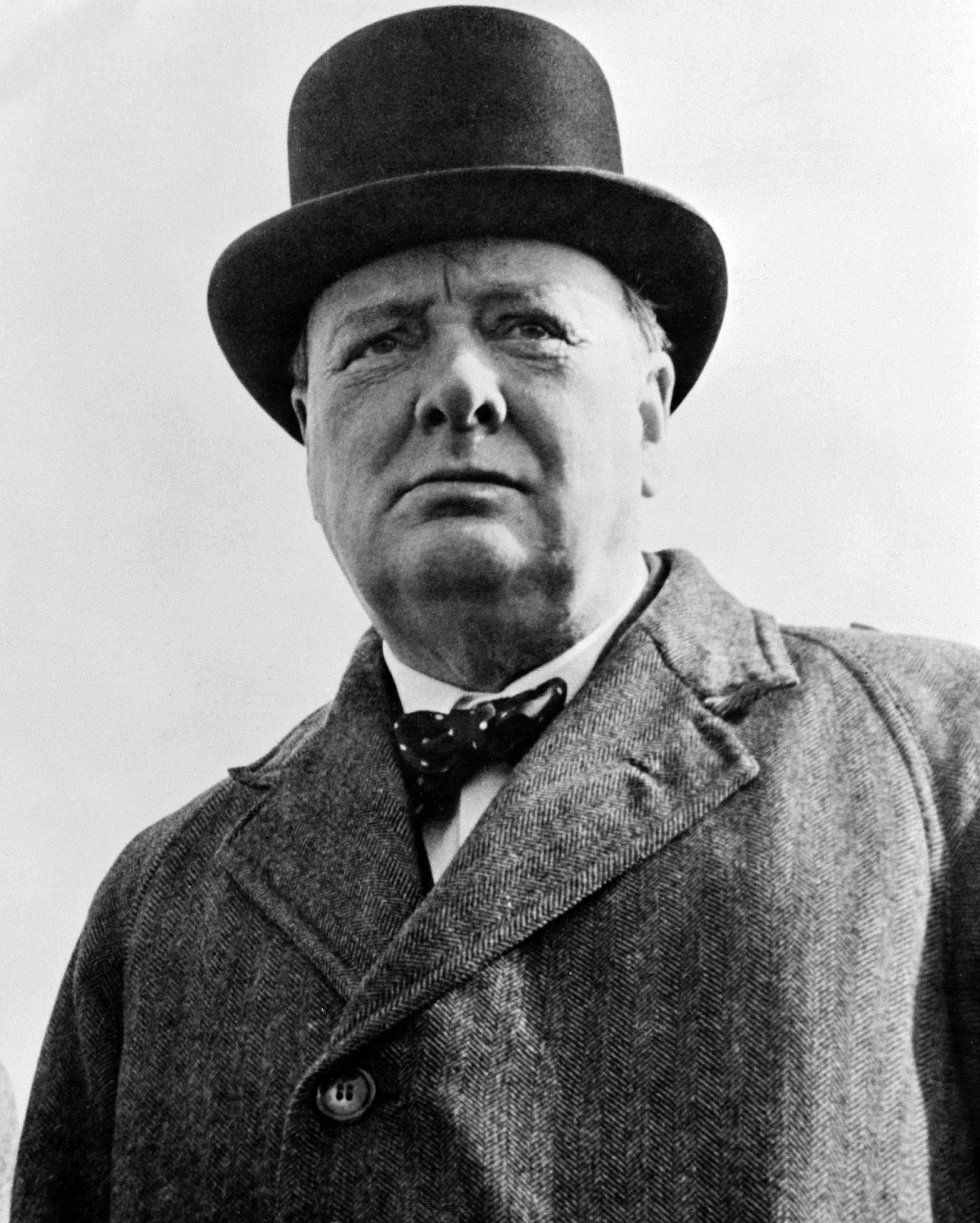
La canción «Darkest Hour», compuesta por Adrian Smith y Bruce Dickinson, está basada en la vida del político y militar británico Winston Churchill y en su papel en la Segunda Guerra Mundial.

Smith y Dickinson, un tándem de composición habitual en Iron Maiden y en la carrera como solista del cantante, escribieron en conjunto tres temas para Senjutsu, entre ellos el primer sencillo «The Writing on the Wall». DiVita manifestó en su artículo para Loudwire sobre «Days of Future Past»: «Tiene que ser el mejor estribillo del álbum, y no sólo desde el punto de vista lírico. Un esquema de rima fantástico en las estrofas y el uso de un título de The Moody Blues están muy bien aquí». Dickinson comentó que la letra está basada en la película Constantine (2005) y en el destino de su protagonista: «Todo lo que hice fue escribir sobre el personaje de Keanu Reeves, condenado a vagar por la Tierra hasta recomponer su camino, después de lo cual es aprobado por Dios, el narcisista manipulador por excelencia». También citó como influencia la historia de Job, personaje bíblico que es sometido a duras pruebas para demostrar su fidelidad con su creador.
«Darkest Hour», tercera composición de Smith y Dickinson, es descrita por DiVita como «una balada escrita a través de los ojos de un soldado que teme la llegada del día. Esa hora más oscura es la que precede al amanecer, cuando la lucha y el combate comienzan de nuevo». En su nota para Rolling Stone, Dickinson aseguró que la canción: «trata sobre [Winston] Churchill y cómo, a pesar de todos sus errores y defectos personales, se enfrentó a ese tirano [Adolf Hitler] que habría sumido al mundo en su locura». En la misma entrevista aclaró que los sonidos marinos que se escuchan al comienzo y al final del tema hacen referencia a la Batalla de Dunkerque (1940) y al Día D (1944), dos acontecimientos claves durante la Segunda Guerra Mundial.
El guitarrista Janick Gers se involucró en la composición de dos temas con Harris: «Stratego» y «The Time Machine». El primero, aunque lleva el nombre de un popular juego de mesa de estrategia militar, se refiere a un conflicto bélico y menciona el concepto del «arte de la guerra». De acuerdo con la reseña de DiVita, el segundo «se centra en la magnitud del propio concepto de visitar épocas pasadas en la línea temporal terrestre, en lugar de recorrer una serie de relatos». Senjutsu es el primer disco de Iron Maiden desde Powerslave (1984) que no registra aportes compositivos del guitarrista Dave Murray.

## Promoción

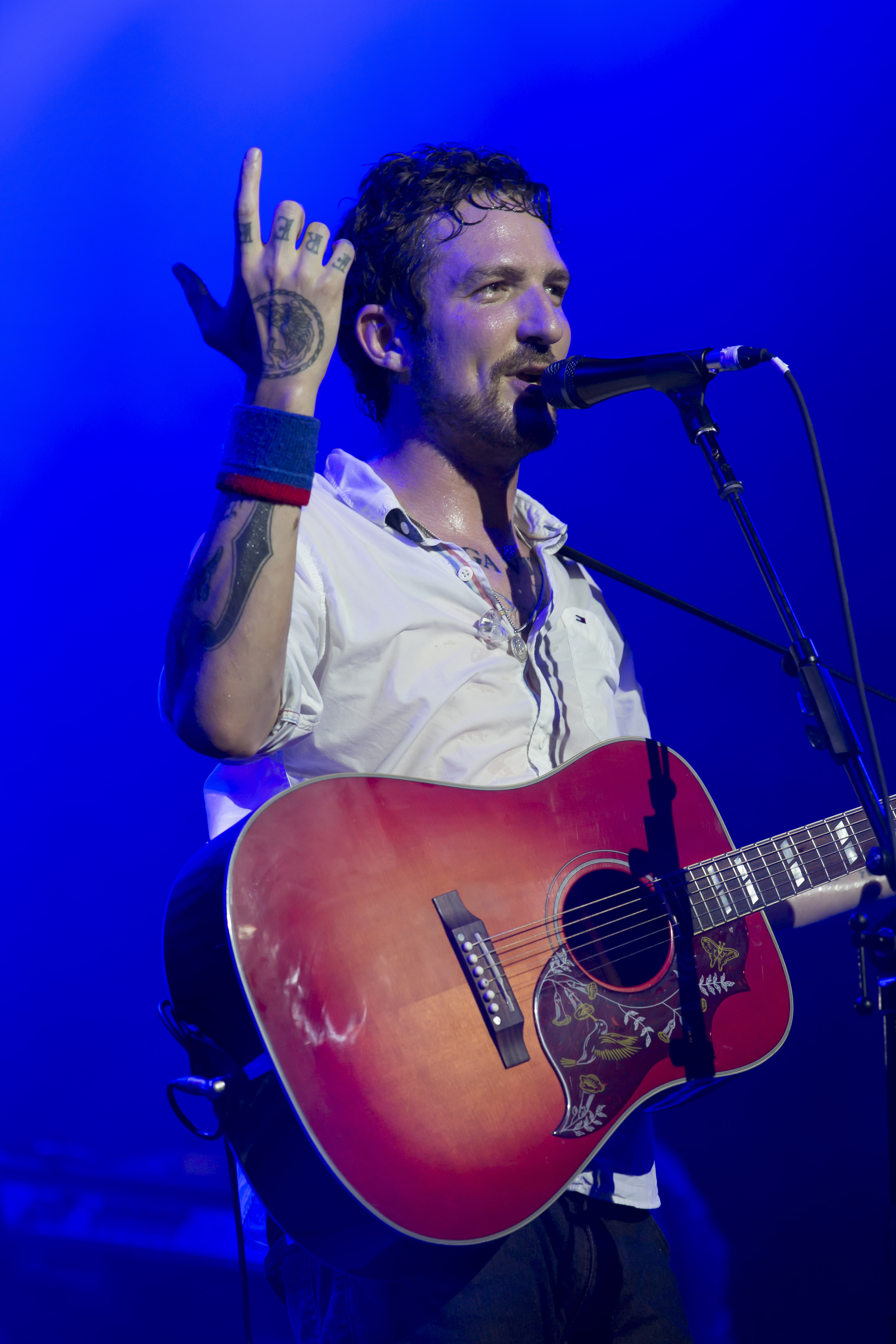
El músico británico Frank Turner, un aficionado de Iron Maiden, participó en la estrategia publicitaria de Senjutsu.

En diciembre de 2019, Shirley manifestó a través de su cuenta de Facebook que había pasado tres meses en París «trabajando muy duro en un proyecto sin nombre, pero no tan secreto». El 25 de mayo de 2021, Dickinson participó en una campaña benéfica titulada Heavy Metal Truants, donde declaró que habría sorpresas relacionadas con Iron Maiden: «Van a ocurrir muchas cosas y creo que la gente va a estar muy contenta».
Durante el Download Pilot Festival en el Donington Park, llevado a cabo entre el 18 y el 20 de junio de 2021 en el noroeste de Leicestershire, Inglaterra, aparecieron algunos carteles con el título Belshezzar's Feast (en referencia a una historia bíblica conocida como el festín de Baltasar) y con los números 15/07 y IMXVII. Esto llevó a la especulación en algunos sectores de la prensa y en los seguidores de la agrupación sobre el significado de dicha simbología. Concluyeron que la primera cifra podría representar el día 15 de julio, y la segunda las iniciales del nombre de la banda seguidas del número diecisiete, en referencia a su decimoséptimo álbum de estudio. El músico de punk Frank Turner, un seguidor de Iron Maiden, brindó una entrevista al periodista Neil Jones en el mismo evento usando una camiseta con la imagen del cartel.
En la parte superior del póster figuraba además una dirección de correo electrónico. Las personas que enviaron un mensaje para solicitar información, recibieron una respuesta con el acrónimo «WOTW» en su último párrafo. El 28 de junio, Dickinson ofreció una entrevista al canal de televisión Sky News en la que usó una camiseta similar a la exhibida por Turner en el festival, y el 13 de julio la agrupación publicó un video de catorce segundos a través de sus redes sociales en el que el cantante invitaba a los aficionados a asistir al festín de Baltasar.
Adicionalmente, en junio fue creado un perfil de Twitter con el nombre @bels-feast, el cual seguía a otras dieciséis cuentas que tenían alguna relación con los álbumes de Iron Maiden publicados hasta esa fecha, como por ejemplo el perfil de la Estación Espacial Internacional (en alusión al disco The Final Frontier de 2010), la cuenta de la banda The Killers (en referencia a Killers de 1981) o el perfil del programa de telerrealidad The X Factor (refiriéndose al álbum del mismo nombre, publicado en 1995). En los días posteriores, varias publicaciones en las redes sociales del grupo incluyeron frases con el acrónimo «WOTW» e hicieron referencias a los estudios Guillaume Tell.

## Lanzamiento
El 15 de julio de 2021, Iron Maiden publicó a través de la plataforma YouTube el videoclip animado del primer sencillo «The Writing on the Wall», hecho que reveló la razón del acrónimo utilizado en la campaña publicitaria. Dickinson concibió la historia para el video con la colaboración de Mark Andrews y Andrew Gordon, anteriores ejecutivos del estudio cinematográfico Pixar. La empresa de animación londinense BlinkInk produjo el clip, en el que aparece una nueva versión de Eddie the Head —mascota oficial de Iron Maiden— con la indumentaria característica de la cultura samurái.
La banda anunció a través de su página oficial el 19 de julio que el título del nuevo álbum sería Senjutsu —término en japonés que traduce «táctica y estrategia»— y estableció el 3 de septiembre de 2021 como la fecha de su lanzamiento a nivel mundial. También develó que tendría formato doble —al igual que su antecesor The Book of Souls—, la lista de canciones, la imagen de portada y las ediciones disponibles: disco compacto, descarga digital y vinilo.
El 16 de agosto la agrupación publicó en YouTube una nueva versión de «The Writing on the Wall», en la que añadieron efectos de sonido acordes con los acontecimientos del videoclip. Tres días después reveló a través de diversas plataformas digitales el segundo sencillo, titulado «Stratego». El 3 de septiembre Senjutsu fue publicado a nivel mundial, y en el perfil oficial de YouTube apareció una lista de reproducción con las diez canciones del disco en su respectivo orden. Además de las versiones estándar en CD y vinilo, salieron al mercado ediciones especiales del álbum en tiendas seleccionadas.
La página oficial de YouTube de Adult Swim —una plataforma estadounidense de animación orientada para adultos— estrenó el 8 de septiembre el videoclip de «Stratego». Dirigido por el sueco Gustaf Holtenäs y animado por el estudio Blinkink, el video continúa con la temática oriental presente en gran parte del disco.

## Gira
A comienzos de 2022, Dickinson afirmó en una entrevista con Chris Jericho en su pódcast que la banda tenía planeado tocar Senjutsu en su totalidad en una eventual gira promocional. También manifestó que, de llevarse a cabo dicho tour, los conciertos no se realizarían en grandes escenarios: «Todos sabemos que es algo que probablemente les encantará a los aficionados acérrimos [...] Así que la respuesta es tocar en lugares más pequeños para que se agoten las entradas sólo con tus fans más incondicionales».
Iron Maiden retomó su gira Legacy of the Beast World Tour —detenida en 2020 a causa de la pandemia de COVID-19— en Zagreb el 22 de mayo de 2022, y a partir de ese momento añadió en su repertorio en vivo las canciones «Stratego», «Senjutsu» y «The Writing on the Wall». Además, en dicho concierto debutó una nueva versión de la mascota Eddie the Head con su atavío de samurái.
En octubre de 2022 la agrupación anunció el inicio de una gira promocional del disco titulada The Future Past World Tour. La gira comenzó en Liubliana, Eslovenia el 28 de mayo de 2023 y se enfocó principalmente en los álbumes Senjutsu y Somewhere in Time (1986). Rod Smallwood, representante de la banda, calificó de «emocionante» la combinación de ambos álbumes, y añadió: «Sabemos que los aficionados quieren escuchar esos cortes épicos de Senjutsu por primera vez en vivo, y creemos que al combinarlos con un álbum icónico como Somewhere in Time, se convertirá en otra gira realmente especial para los aficionados antiguos y para los nuevos».

## Portada

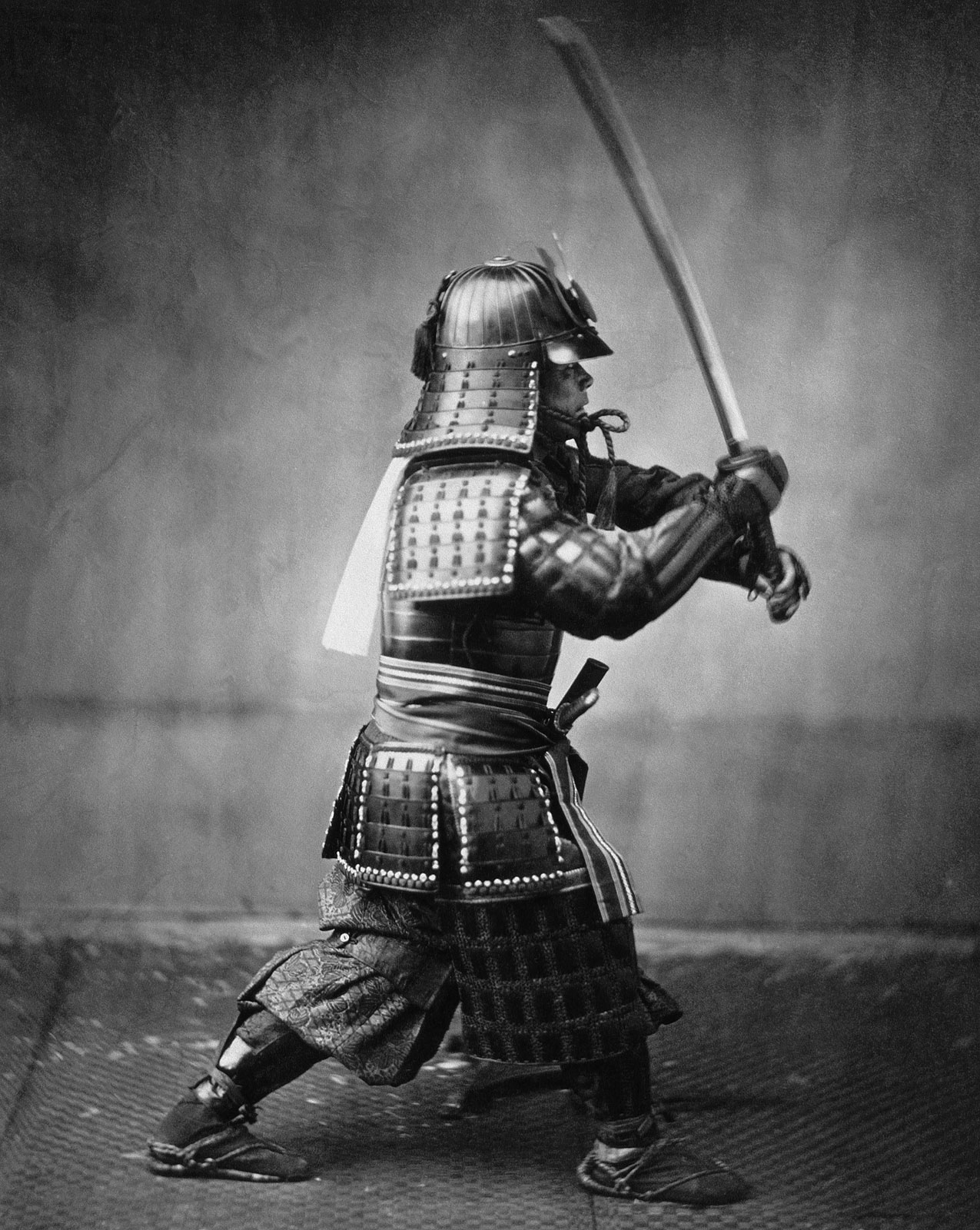
La portada del disco presenta a Eddie the Head usando la característica indumentaria de los guerreros samurái.

Senjutsu es el segundo álbum de Iron Maiden que utiliza su logotipo original (con las letras R, M y N extendidas) en la portada desde The X Factor (1995). El arte de carátula y las imágenes del interior del folleto fueron creadas por Mark Wilkinson y Michael Knowland, y presentan a Eddie the Head vestido como samurái con diversas armas japonesas antiguas como katanas y arcos. Wilkinson ya había trabajado con Iron Maiden al diseñar las imágenes de carátula de los álbumes Live at Donington (1998), Best of the B' Sides (2002) y The Book of Souls (2015).
En la portada también puede apreciarse el título del álbum representado a la derecha en caligrafía vertical japonesa, y en la parte izquierda en caligrafía occidental con un tipo de letra similar a los caracteres nipones. En las notas del disco se menciona a Moe Iwata como el encargado de la traducción. Una versión de Eddie con indumentaria samurái fue incluida en el juego móvil Legacy of the Beast como un nuevo personaje, y una imagen similar se usó en la edición Sun and Steel de la cerveza Trooper, diseñada por Iron Maiden y comercializada por la empresa británica Robinsons Brewery.
En general, el arte de portada fue bien recibido por los aficionados, aunque algunos de ellos criticaron el uso de un sencillo fondo oscuro y otros extrañaron los diseños de Derek Riggs, artista que se encargó de elaborar la mayoría de las carátulas de la banda en la década de 1980.

## Recepción

### Comercial
Tras su lanzamiento, alcanzó la primera posición en las listas de éxitos de Alemania, Italia, Escocia, Croacia, Suecia, Grecia, Portugal, Bélgica, Finlandia, Hungría, España, Austria y Suiza. Por su parte, en el Reino Unido se ubicó en el segundo puesto de la lista UK Albums detrás de Certified Lover Boy de Drake, pero lideró la clasificación en UK Rock & Metal Albums. Entretanto, en los Países Bajos escaló hasta la segunda casilla, al igual que en Francia, República Checa y Polonia. En Australia e Irlanda se ubicó tercero, mientras que en Noruega, Canadá y Dinamarca logró posicionarse en el quinto lugar. En Nueva Zelanda alcanzó la novena posición y en Japón consiguió la décima ubicación. (Para más detalles, véase la sección correspondiente).
Senjutsu se convirtió en el álbum de Iron Maiden con mejor desempeño en la lista estadounidense Billboard 200 al llegar al tercer lugar, entretanto que en las clasificaciones Hard Rock Albums y Top Rock Albums de ese país ocupó la primera posición. Luego de lograr más de 100 000 unidades vendidas en el Reino Unido, obtuvo la certificación de disco de oro otorgada por la Industria Fonográfica Británica. La Asociación de Casas de Discos de Hungría lo certificó como disco de oro por superar las 2000 copias vendidas, y en países como Francia, Brasil, Italia, Croacia y Polonia también consiguió dicha distinción.

### Crítica
En general, Senjutsu recibió reseñas positivas después de su lanzamiento. Joe Daly de la revista Metal Hammer lo definió como «una obra maestra electrizante y cinematográfica» y como «el trabajo más emotivo de la banda, no sólo de la era posterior a la reunión, sino de todos los tiempos». En su reseña para el portal Ultimate Classic Rock, Michael Gallucci afirmó: «Después de una carrera de cuatro décadas repleta de discos épicos en esta línea, su decimoseptimo álbum, Senjutsu, puede ser uno de los más épicos de Iron Maiden». También valoró la consistencia de la agrupación: «El hecho de que consigan este tipo de estabilidad a estas alturas de su carrera es digno de mencionar. Que sigan intentando superarse a sí mismos, y que casi lo consigan, [es algo que] debe ser aplaudido». Brad Sanders de Pitchfork Media manifestó en su reseña: «Comenzando con el patrón de batería marcial y los estruendosos riffs del tema principal, Senjutsu es por momentos melancólico, elegíaco y belicoso».
En su crítica para el diario The Guardian, Harry Sword le concedió su máxima calificación y aseguró que «el renacimiento creativo de Maiden continúa por todo lo alto con esta épica y bombástica obra de metal». Para Paul Travers de Kerrang!, Senjutsu es «simplemente una de las mejores colecciones de canciones que ha lanzado en la última parte de su carrera», y según James Roberts de Glide Magazine, se trata de «su mejor álbum en décadas». Jay Gorania del portal Blabbermouth manifestó que el álbum «es una joya moderna de una de las mejores bandas de heavy metal de la historia, si no la mejor». Adrien Begrand de PopMatters le dio ocho puntos de diez posibles y afirmó que «aunque no está exento de baches y de un montón de paisajes familiares», es «tan estimulante como siempre». En una reseña menos entusiasta, Tony Hicks de la revista Riff aseguró que «en Senjutsu no hay mucha originalidad, ni siquiera un retorno a la gloria de lo mejor de Maiden. Vale la pena que los aficionados lo escuchen, pero es probable que no consigan muchos nuevos».

### Premios y reconocimientos
El videoclip de «The Writing on the Wall» obtuvo una nominación para los UK Music Video Awards de 2021 en la categoría de mejor animación en un video. El portal Loudwire incluyó el tema en la decimocuarta posición de su lista de las 35 mejores canciones de metal de 2021. De igual forma, la página Ultimate Classic Rock la ubicó en la decimotercera casilla del Top 40 de las mejores canciones de rock de 2021, y para Consequence of Sound fue la segunda mejor composición de hard rock y metal del año. «Darkest Hour» apareció en el listado de las 50 mejores canciones de rock y metal de 2021, elaborada por el portal Audio Ink Radio, y el sencillo «Stratego» ingresó en la octava posición del Top 10 de los mejores riffs de guitarra del año, publicado por la revista Guitar World. Por su parte, «Hell on Earth» fue votada como la cuarta mejor canción de 2021 en una encuesta realizada por la página Ultimate Guitar.
Las siguientes publicaciones incorporaron a Senjutsu en sus listas de los mejores álbumes de 2021:
| Publicación           | Lista                                          | Posición | Ref.    |
| --------------------- | ---------------------------------------------- | -------- | ------- |
| Classic Rock          | Álbum del año                                  | 1        | [ 107 ] |
| Consequence of Sound  | Top 30 de álbumes de hard rock y metal de 2021 | 1        | [ 108 ] |
| Decibel               | Top 40 de álbumes de 2021                      | 9        | [ 109 ] |
| Glide                 | Los 20 mejores álbumes de 2021                 | 9        | [ 110 ] |
| Guitar World          | Los mejores álbumes con guitarra de 2021       | 3        | [ 111 ] |
| Kerrang!              | Los 50 mejores álbumes de 2021                 | 14       | [ 112 ] |
| Louder Sound          | Los 50 mejores álbumes de metal de 2021        | 4        | [ 113 ] |
| Loudwire              | Los 45 mejores álbumes de rock y metal de 2021 | 5        | [ 114 ] |
| MariskalRock          | Los mejores discos de 2021                     | 1        | [ 115 ] |
| Metal Hammer          | Los 20 mejores álbumes de 2021                 | 3        | [ 116 ] |
| PopMatters            | Los 75 mejores álbumes de 2021                 | 70       | [ 117 ] |
| Prog                  | Top 20 de álbumes de 2021                      | 13       | [ 118 ] |
| Revolver              | Top 25 de álbumes de 2021                      | 7        | [ 119 ] |
| Rock FM               | Los 10 mejores álbumes de metal de 2021        | 1        | [ 120 ] |
| Rolling Stone         | Los 50 mejores álbumes de 2021                 | 44       | [ 121 ] |
| Rolling Stone         | Los 10 mejores álbumes de metal de 2021        | 1        | [ 122 ] |
| Ultimate Classic Rock | Top 40 de mejores álbumes de 2021              | 8        | [ 123 ] |
| Ultimate Classic Rock | Top 10 de álbumes de hard rock y metal de 2021 | 2        | [ 124 ] |
| Yorkshire Post        | Álbum del año                                  | 8        | [ 125 ] |

## Lista de canciones
| Disco Uno |                           |                            |          |  |
| N.º       | Título                    | Escritor(es)               | Duración |  |
| 1.        | «Senjutsu»                | Adrian Smith, Steve Harris | 8:20     |  |
| 2.        | «Stratego»                | Janick Gers, Harris        | 4:59     |  |
| 3.        | «The Writing on the Wall» | Smith, Bruce Dickinson     | 6:13     |  |
| 4.        | «Lost in a Lost World»    | Harris                     | 9:31     |  |
| 5.        | «Days of Future Past»     | Smith, Dickinson           | 4:03     |  |
| 6.        | «The Time Machine»        | Gers, Harris               | 7:09     |  |
| 40:15     |                           |                            |          |  |

| Disco Dos |                      |                  |          |  |
| N.º       | Título               | Escritor(es)     | Duración |  |
| 1.        | «Darkest Hour»       | Smith, Dickinson | 7:20     |  |
| 2.        | «Death of the Celts» | Harris           | 10:20    |  |
| 3.        | «The Parchment»      | Harris           | 12:39    |  |
| 4.        | «Hell on Earth»      | Harris           | 11:19    |  |
| 41:38     |                      |                  |          |  |

Fuente: Allmusic.

## Créditos
| - Bruce Dickinson - voz - Steve Harris - bajo, teclados y producción - Adrian Smith - guitarras - Janick Gers - guitarras - Dave Murray - guitarras - Nicko McBrain - batería | - Kevin Shirley - producción y mezcla - Denis Caribaux - ingeniería de sonido - Ade Emsley - masterización - Mark Wilkinson y Michael Knowland - ilustraciones - Moe Iwata - traducción al japonés - Ruth Rowland - caligrafía |

Fuente: Discogs.

## Listas de éxitos
| Lista (2021)                         | Posición máxima | Ref.    |
| ------------------------------------ | --------------- | ------- |
| Alemania (Offizielle Top 100)        | 1               | [ 49 ]  |
| Australia (ARIA)                     | 3               | [ 69 ]  |
| Austria (Ö3 Austria Top 40)          | 1               | [ 60 ]  |
| Bélgica (Ultratop)                   | 1               | [ 56 ]  |
| Canadá (Billboard)                   | 5               | [ 72 ]  |
| Croacia (HDU)                        | 1               | [ 52 ]  |
| Dinamarca (Hitlisten)                | 5               | [ 73 ]  |
| Escocia (Official Charts Company)    | 1               | [ 51 ]  |
| Eslovaquia (IFPI)                    | 4               | [ 126 ] |
| España (PROMUSICAE)                  | 1               | [ 59 ]  |
| Estados Unidos (Billboard 200)       | 3               | [ 76 ]  |
| Estados Unidos (Hard Rock Albums)    | 1               | [ 78 ]  |
| Estados Unidos (Top Rock Albums)     | 1               | [ 79 ]  |
| Finlandia (Suomen virallinen lista)  | 1               | [ 57 ]  |
| Francia (SNEP)                       | 2               | [ 66 ]  |
| Grecia (IFPI)                        | 1               | [ 54 ]  |
| Hungría (MAHASZ)                     | 1               | [ 58 ]  |
| Irlanda (Official Charts Company)    | 3               | [ 70 ]  |
| Italia (FIMI)                        | 1               | [ 50 ]  |
| Japón (Oricon)                       | 10              | [ 75 ]  |
| Noruega (VG-lista)                   | 5               | [ 71 ]  |
| Nueva Zelanda (RMNZ)                 | 9               | [ 74 ]  |
| Países Bajos (Album Top 100)         | 2               | [ 65 ]  |
| Polonia (ZPAV)                       | 2               | [ 68 ]  |
| Portugal (AFP)                       | 1               | [ 55 ]  |
| Reino Unido (UK Albums)              | 2               | [ 62 ]  |
| Reino Unido (UK Rock & Metal Albums) | 1               | [ 64 ]  |
| República Checa (IFPI)               | 2               | [ 67 ]  |
| Suecia (Sverigetopplistan)           | 1               | [ 53 ]  |
| Suiza (Schweizer Hitparade)          | 1               | [ 61 ]  |

| Lista (2021)                          | Posición | Ref.    |
| ------------------------------------- | -------- | ------- |
| Alemania (Offizielle Top 100)         | 6        | [ 127 ] |
| Alemania (Offizielle Top 20 Vinilo)   | 4        | [ 128 ] |
| Austria (Ö3 Austria Top 40)           | 20       | [ 129 ] |
| Bélgica (Ultratop Flandes)            | 66       | [ 130 ] |
| Bélgica (Ultratop Valona)             | 49       | [ 131 ] |
| España (PROMUSICAE)                   | 23       | [ 132 ] |
| Estados Unidos (Hard Rock Albums)     | 28       | [ 133 ] |
| Estados Unidos (Top Rock Albums)      | 58       | [ 134 ] |
| Francia (SNEP)                        | 94       | [ 135 ] |
| Hungría (MAHASZ)                      | 10       | [ 136 ] |
| Italia (FIMI)                         | 78       | [ 137 ] |
| Polonia (ZPAV)                        | 38       | [ 138 ] |
| Portugal (AFP)                        | 14       | [ 139 ] |
| Reino Unido (Official Charts Company) | 74       | [ 140 ] |
| Suiza (Schweizer Hitparade)           | 7        | [ 141 ] |

## Certificaciones
| País        | Organización      | Ventas         | Ref.   |
| ----------- | ----------------- | -------------- | ------ |
| Reino Unido | BPI               | Oro (100 000+) | [ 81 ] |
| Francia     | SNEP              | Oro (50 000+)  | [ 83 ] |
| Italia      | FIMI              | Oro (25 000+)  | [ 85 ] |
| Brasil      | Pro-Música Brasil | Oro (20 000+)  | [ 84 ] |
| Polonia     | ZPAV              | Oro (10 000+)  | [ 87 ] |
| Croacia     | HDU               | Oro (3 000+)   | [ 86 ] |
| Hungría     | MAHASZ            | Oro (2 000+)   | [ 82 ] |